# Alvarenga (Lousada)
Alvarenga é uma povoação portuguesa do Município de Lousada que foi sede da extinta Freguesia de Alvarenga, freguesia que tinha 1,91 km² de área e 463 habitantes (2011), e, por isso, uma densidade populacional de 242,4 hab./km².
A Freguesia de Alvarenga foi extinta pela reorganização administrativa de 2012/2013, tendo sido agregada às Freguesias de Silvares, Pias e Nogueira para criar a nova União de Freguesias de Silvares, Pias, Nogueira e Alvarenga.

## História
A Freguesia de Santa Maria de Alvarenga, comarca de Felgueiras por Decreto n.º 13.917, de 9 de Julho de 1927, foi anexada à freguesia de Silvares para efeitos administrativos (Edital do Governo Civil, de 26 de Março de 1896). Era reitoria da apresentação da Mitra da Sé do Porto, segundo afirma Carvalho da Costa, que está em desacordo com a "Estatística Parochial" de 1862, que diz ser da apresentação do Marquês de Angeja. Foi comenda da Ordem de Cristo no antigo concelho de Lousada. Da diocese de Braga passou para a do Porto em 1882. Comarca eclesiástica de Amarante - 2º distrito (1907). Primeira vigararia de Lousada (1916; 1970).

## População
| População da freguesia de Alvarenga | População da freguesia de Alvarenga | População da freguesia de Alvarenga | População da freguesia de Alvarenga | População da freguesia de Alvarenga | População da freguesia de Alvarenga | População da freguesia de Alvarenga | População da freguesia de Alvarenga | População da freguesia de Alvarenga | População da freguesia de Alvarenga | População da freguesia de Alvarenga | População da freguesia de Alvarenga | População da freguesia de Alvarenga | População da freguesia de Alvarenga | População da freguesia de Alvarenga |
| ----------------------------------- | ----------------------------------- | ----------------------------------- | ----------------------------------- | ----------------------------------- | ----------------------------------- | ----------------------------------- | ----------------------------------- | ----------------------------------- | ----------------------------------- | ----------------------------------- | ----------------------------------- | ----------------------------------- | ----------------------------------- | ----------------------------------- |
| 1864                                | 1878                                | 1890                                | 1900                                | 1911                                | 1920                                | 1930                                | 1940                                | 1950                                | 1960                                | 1970                                | 1981                                | 1991                                | 2001                                | 2011                                |
| 150                                 | 150                                 | 136                                 | 119                                 | 131                                 | 121                                 | 128                                 | 143                                 | 186                                 | 170                                 | 250                                 | 283                                 | 429                                 | 439                                 | 463                                 |

| Distribuição da População por Grupos Etários | Distribuição da População por Grupos Etários | Distribuição da População por Grupos Etários | Distribuição da População por Grupos Etários | Distribuição da População por Grupos Etários | Distribuição da População por Grupos Etários | Distribuição da População por Grupos Etários | Distribuição da População por Grupos Etários | Distribuição da População por Grupos Etários | Distribuição da População por Grupos Etários |
| -------------------------------------------- | -------------------------------------------- | -------------------------------------------- | -------------------------------------------- | -------------------------------------------- | -------------------------------------------- | -------------------------------------------- | -------------------------------------------- | -------------------------------------------- | -------------------------------------------- |
| Ano                                          | 0-14 Anos                                    | 15-24 Anos                                   | 25-64 Anos                                   | > 65 Anos                                    |                                              | 0-14 Anos                                    | 15-24 Anos                                   | 25-64 Anos                                   | > 65 Anos                                    |
| 2001                                         | 113                                          | 65                                           | 225                                          | 36                                           |                                              | 25,7%                                        | 14,8%                                        | 51,3%                                        | 8,2%                                         |
| 2011                                         | 92                                           | 73                                           | 254                                          | 44                                           |                                              | 19,9%                                        | 15,8%                                        | 54,9%                                        | 9,5%                                         |